# Zeughaus (Mannheim)
Lo Zeughaus di Mannheim è stato edificato per ordine di Carlo Teodoro di Baviera tra il 1777 e il 1779 per diventare l'arsenale dell'esercito del Palatinato. Il progetto venne affidato all'architetto Peter Anton von Verschaffelt. Sino al XIX l'edificio ha svolto la funzione di caserma poi, all'inizio del secolo successivo e divenuto proprietà del comune, è stato usato come edificio commerciale per divenire, a partire dal 1908 una sede museale. Dopo i danneggiamenti subiti durante la seconda guerra mondiale è stato restaurato e riaperto lentamente al pubblico.

## Storia

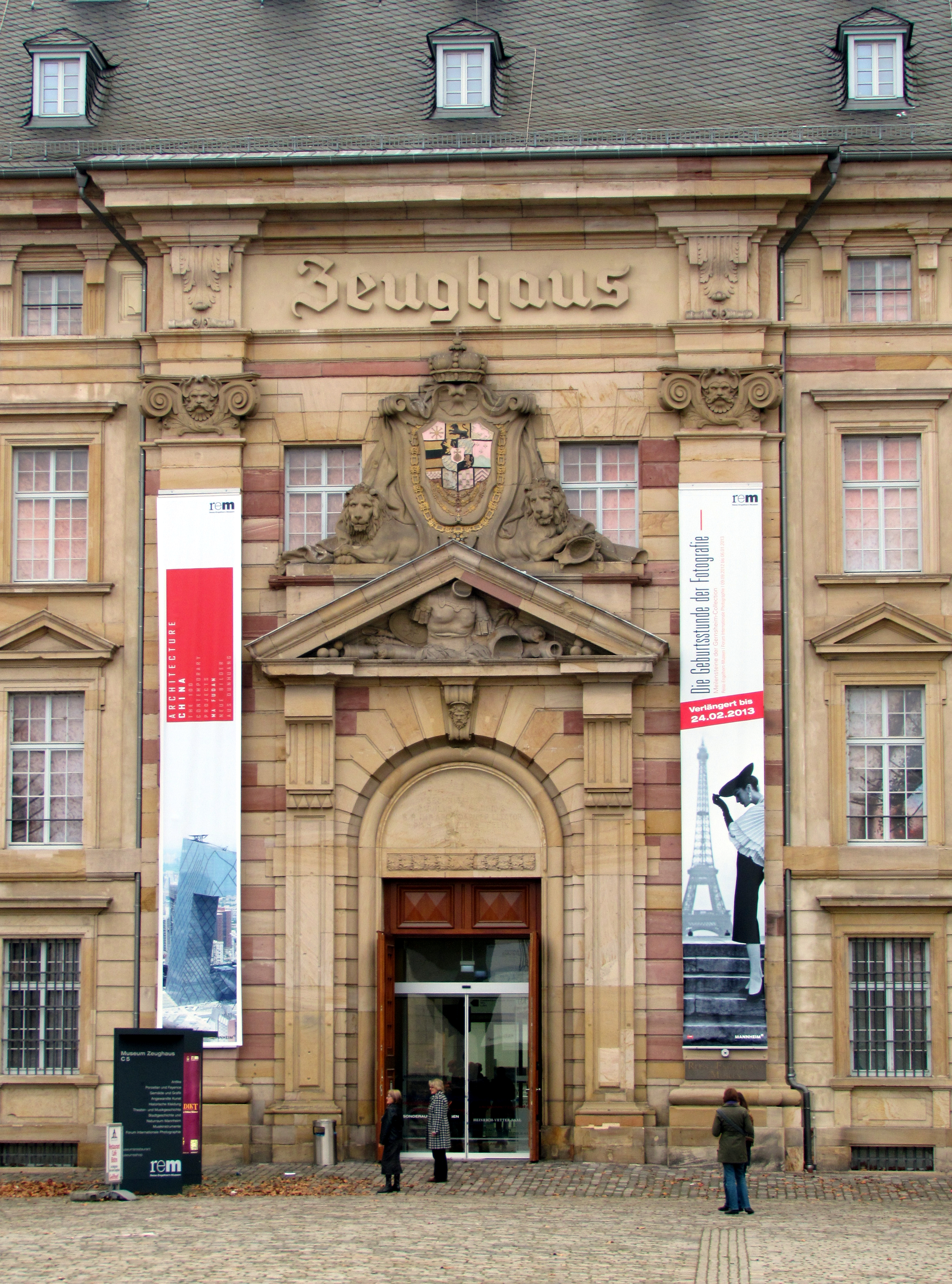
Grande portale monumentale della facciata

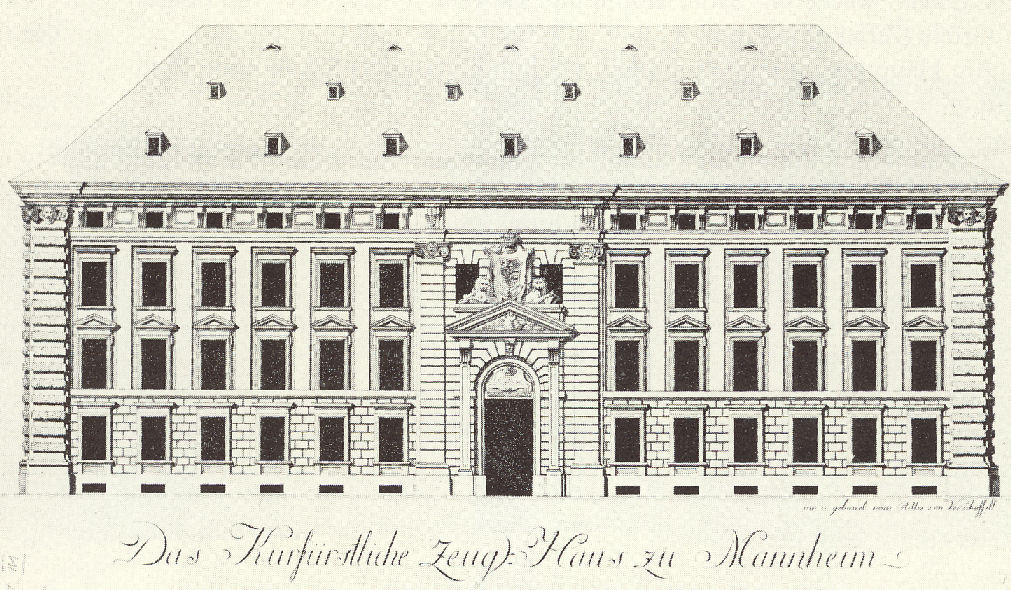
lo Zeughaus di Mannheim in un disegno storico

L'arsenale di Mannheim fu costruito tra il 1777 e il 1779 su progetto di Peter Anton von Verschaffelt per disposizione dell'elettore Carlo Teodoro di Baviera. Nel 2007 è stato restaurato ed è divenuto uno spazio museale rimodernato con una grande area espositiva.

## Descrizione
Il museo fa parte del Reiss-Engelhorn-Museen e conserva diverse collezioni di arte con reperti del periodo etrusco, di arte ellenistica e romana. La raccolta di porcellane è notevole e poi vi sono oggetti come orologi artistici, mobili e abiti.

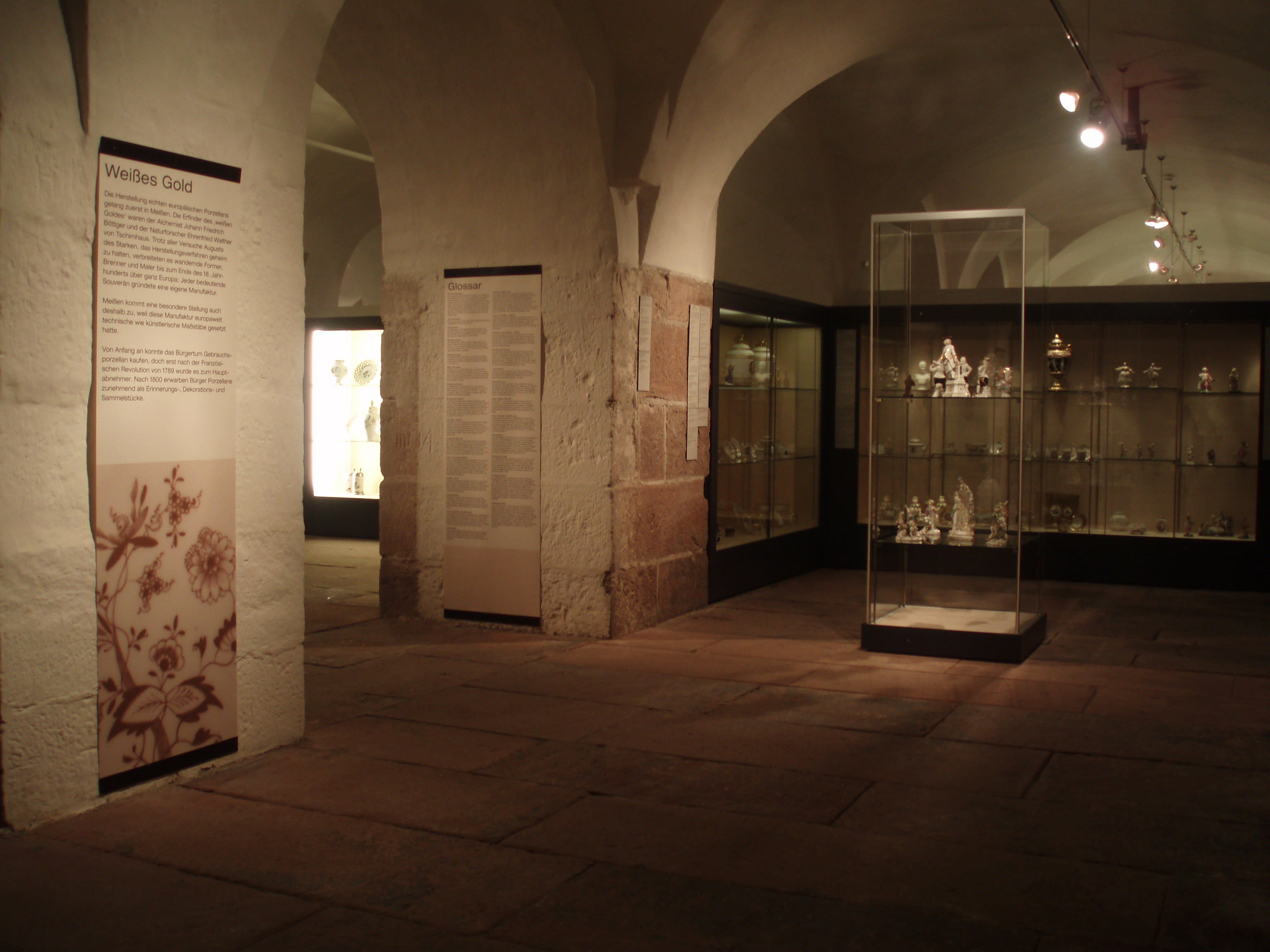
Seminterrato con raccolta di porcellane che in origine conservava le armi

### Esterni
La facciata è in pietra arenaria con tre piani principali e un grande portale monumentale al centro e, ad entrambi i lati sei finestre per piano.

### Interni
L'interno ha tre navate ed il seminterrato ha volte a crociera che si appoggiano a robusti pilastri. Al piano terra si trova la grande una sala rappresentativa con colonne mentre i piani superiori, che in origine avevano colonne lignee, hanno pilastri rotondi in cemento.